# Glava
För andra betydelser, se Glava (olika betydelser).
Glava är en småort i Arvika kommun och kyrkby i Glava socken vid sjön Glafsfjorden. Orten omnämns 1540 och Glava kyrka byggdes 1736. Orten förlorade 2010 sin status som tätort på grund av minskande befolkning, men återfick den 2015, för att 2018 mista den igen och är från 2020 klassad av SCB som småort.
En känd person från Glava är raceföraren Kenny Bräck, på orten finns även fotbollslaget Hillringsbergs IF.

## Befolkningsutveckling
| Befolkningsutvecklingen i Glava 1960–2015 | Befolkningsutvecklingen i Glava 1960–2015 | Befolkningsutvecklingen i Glava 1960–2015 | Befolkningsutvecklingen i Glava 1960–2015 | Befolkningsutvecklingen i Glava 1960–2015 |
| --- | ----------------------------------------- | ----------------------------------------- | ----------------------------------------- | ----------------------------------------- |
| |                                           |                                           |                                           |                                           |
| År |                                           |                                           | Folkmängd                                 | Areal (ha)                                |
| 1960 | 1960                                      |                                           | 209                                       |                                           |
| 1965 | 1965                                      |                                           | 234                                       |                                           |
| 1970 | 1970                                      |                                           | 275                                       |                                           |
| 1975 | 1975                                      |                                           | 236                                       |                                           |
| 1980 | 1980                                      |                                           | 246                                       |                                           |
| 1990 | 1990                                      |                                           | 220                                       | 92                                        |
| 1995 | 1995                                      |                                           | 209                                       | 93                                        |
| 2000 | 2000                                      |                                           | 232                                       | 95                                        |
| 2005 | 2005                                      |                                           | 201                                       | 95                                        |
| 2010 | 2010                                      |                                           | 176                                       | 95**                                      |
| 2010 | 2010                                      |                                           | 139                                       | 38#                                       |
| 2015 | 2015                                      |                                           | 207                                       | 95                                        |
| Anm.: Namnändring 1980 från Glava kyrkby till Glava. Upphörde som tätort 2010. Åter tätort 2015. upphörde igen 2018. ** Som upphörd tätort (mindre än 200 invånare) # Som småort. |                                           |                                           |                                           |                                           |